# Jüri Lossmann
Jüri Lossmann (4. února 1891 Kabala – 1. května 1984 Stockholm) byl estonský vytrvalec, stříbrný olympijský medailista.
Začínal jako fotbalista v klubu Merkur Lasnamäe, v roce 1913 začal běhat za Kalev Tallinn. Vyučil se zlatníkem, bojoval v první světové válce. Po zranění a demobilizaci se vrátil k atletice a stal se v roce 1916 mistrem Ruského impéria v běhu na 5000 metrů. Za nezávislé Estonsko startoval na Letních olympijských hrách 1920, kde nedokončil závod na 10 000 m a získal stříbrnou medaili v maratonském běhu, když za vítězným Finem Hannesem Kolehmainenem zaostal o pouhých třináct sekund (nejtěsnější porážka v historii olympijského maratónu až do roku 1996). Vytvořil třináct estonských národních rekordů na dlouhých tratích, v roce 1923 vyhrál mezinárodní maratón v Göteborgu. Na Letních olympijských hrách 1924 byl vlajkonošem estonské výpravy a obsadil v maratónu desáté místo. V roce 1928 se zúčastnil běžeckého závodu napříč Amerikou, zvaného Bunion Derby.
Pracoval v tallinnské čokoládovně Kawe, byl také aktivní jako atletický trenér a funkcionář. V roce 1944 uprchl před postupující Rudou armádou do Švédska, kde se živil jako klenotník. Ve městě Viljandi se na jeho počest od roku 1991 pořádá běžecký závod Jüri Lossmanni mälestusjooksu.

## Osobní rekordy
- 10 000 m – 34:05,0 (1924)
- Maratón – 2:32:49 (1920)